# Фејет (Мисисипи)
Фејет (енгл. Fayette) град је у америчкој савезној држави Мисисипи.

## Демографија
По попису из 2010. године број становника је 1.614, што је 628 (-28,0%) становника мање него 2000. године.
| Група             | 2000.         | 2010.         |
| Белци             | 43 (1,9%)     | 26 (1,6%)     |
| Афроамериканци    | 2.183 (97,4%) | 1.580 (97,9%) |
| Азијати           | 5 (0,2%)      | 0 (0,0%)      |
| Хиспаноамериканци | 14 (0,6%)     | 3 (0,2%)      |
| Укупно            | 2.242         | 1.614         |